# Psychopathia sexualis
Psychopathia Sexualis (Psicopatia sessuale), dello psichiatra Richard Freiherr von Krafft-Ebing, è uno dei primi testi che parla di patologie sessuali.
Per la prima volta pubblicato nel 1886 col sottotitolo "con speciale riferimento all'istinto sessuale di carattere contrario: uno studio medico-forense", il libro espone un vasto elenco di parafilie, con particolare enfasi sull'omosessualità maschile (l'istinto di carattere contrario del sottotitolo). Krafft-Ebing coniò in questo testo anche i termini sadismo e masochismo.
La rilevanza dell'opera discende anche dall'essere stato uno dei primi lavori sull'omosessualità; l'autore avanzò per primo la teoria secondo cui il cervello degli omosessuali subirebbe una "inversione sessuale", a causa di fattori biologici, allo stadio di embrione o feto. Nelle prime edizioni il libro elencava l'omosessualità fra le perversioni del comportamento sessuale. A seguito di ricerche durante molti anni su soggetti omosessuali, l'autore arrivò a cambiare la sua opinione iniziale sostenendo la sanità mentale degli omosessuali e la natura non perversa dell'omosessualità.Il libro, in particolare nelle sue edizioni finali, fu all'epoca considerato in modo controverso, destando particolare irritazione negli ambienti clericali, sia per il giudizio sull'omosessualità, sia per la classificazione del desiderio di martirio e umiliazione della carne di natura religiosa come manifestazioni di masochismo.
I contenuti del testo ebbero comunque, nella prima parte del ventesimo secolo, una considerevole influenza sulla psichiatria forense continentale/europea.
Per inciso, dal 1993 l'omosessualità non è più inclusa fra le parafilie del DSM e l'OMS l'ha definita "una variante naturale del comportamento umano"; già nel 1974 l'APA (Associazione degli psicologi USA) ne aveva deliberato con un referendum fra gli iscritti, la "naturalità".

## Influenze nella cultura di massa
- Sul libro è basata gran parte la vicenda di La matriarca, del 1968, diretto da Pasquale Festa Campanile.

- Lo stesso titolo ha un volume di storie a fumetti realizzato dal fumettista spagnolo Miguel Ángel Martín, Psychopathia sexualis, pubblicato nel 1995; come il libro di Krafft-Ebing, tratta di fatti di cronaca riguardanti patologie sessuali; mentre in Spagna il fumetto ha ottenuto il patrocinio del Ministero della Cultura, in Italia è stato inizialmente oggetto di censura e venne posto sotto sequestro da parte della magistratura; l'editore Jorge Vacca è stato processato e, il 13 marzo 2001, assolto "perché il fatto non sussiste".[2][3]

- Nel 2006 un film erotico-noir, basato su questo libro e con lo stesso titolo, è stato prodotto ad Atlanta dal regista indipendente Brett Wood.
- L'ottavo episodio della prima stagione de L'alienista, serie televisiva statunitense trasmessa nel 2018 e basata sull'omonimo romanzo di Caleb Carr, prende il titolo dal libro. La trama della serie TV si snoda attorno a omicidi ricollegati a patologie psichiatriche legate alla sessualità.

## Edizioni italiane
- Psychopathia Sexualis, traduzione di Piero Giolla (sulla 16ª e 17ª edizione, rifuse dal dott. A.Moll), Milano, Edizioni Schor, 1931,  pp. XIII-934. Carlo Manfredi Editore, Milano, 1953-1966, pp.XI-1000.
- Psicopatia sessuale, traduzione di Federico Rasetschnig, Roma, Edizioni Mediterranee, 1964.
- Psychopathia Sexualis, Pgreco, 2011,  pp. 1000, 2 voll.
- Biografie sessuali. I casi clinici della Psychopathia Sexualis di Richard von Krafft Ebing, Prefazione di Giorgio Agamben, a cura di F. Verzotto, trad. P. Giolla, Collana La quarta prosa, Neri Pozza, 2006-2014,  p. 590.